# Danny Welbeck
Daniel Nii Tackie Mensah "Danny" Welbeck (født 26. november 1990 i Longsight, Manchester) er en engelsk fodboldspiller af ghanesisk afstamning, der spiller for Watford FC. Hans regulære position er fløj eller angriber. På grund af sin højde og løbestil er han blevet sammenlignet med Tottenham-angriberen Emmanuel Adebayor og Portsmouth-angriberen Nwankwo Kanu.
Efter 5 år og 50 optrædener for Arsenal skiftede Welbeck på en fri transfer til Watford FC.

## Klubkarriere
Han blev født i Longsight i Manchester i England af ghanesiske forældre. Welbeck kom til Manchester United i 2005-06-sæsonen, hvor han fik sin debut for klubbens U-18-trup den 8. april 2006 i en ligakamp mod Sunderland. I kampen efter kom han på banen, da han blev skiftet ind, og han blev udtaget som dog en ubrugt udskifter til holdets sidste ti kampe på sæsonen. Den efterfølgende sæson fik han lavet 28 optrædener for U-18-holdet, han scorede ni mål og fik også lavet otte optrædener og et mål i FA Youth Cup. I den cup hjalp han holdet med at nå til finalen, på trods af at han var to år yngre end nogle af de andre spillere.
Welbeck skrev under på sin første kontrakt i juli 2007 og startede 2007-08-sæsonen i U-18-truppen, men blev hurtigt rykket frem til Reserveholdet, hvor han lavede et antal optrædener, hvor han kom ind som udskifter. I januar 2008 blev han udtaget til førsteholdet til turen til Saudi Arabien for at spille mod Al-Hilal i Sami Al-Jabers testimonialkamp. Welbeck debuterede i den kamp den 21 januar 2008, hvor han kom ind på en udskiftning efter 65 minutter i stedet for Anderson. Welbeck havde chancen for at udligne til uafgjort for United, da han blev nedlagt i straffesparksfeltet i sidste minut, men han skød straffesparket over overlæggeren.
Den 25. januar 2008 besluttede Sir Alex Ferguson, at Welbeck skulle blive anset for medlem af førsteholdstruppen i resten af 2007-08-sæsonen. Den 9. februar 2008 besluttede Alex Ferguson, at Welbeck ville blive involveret i kampdagstruppen til Manchester derbyet den følgende dag. Han afslørede også, at Welbeck ville starte i kampen.Dette kom dog ikke til at ske, da han ikke blev udtaget til holdet alligevel.
Welbeck fik sin officielle debut for Manchester United-førsteholdet den 23. september 2008, da han startede på banen i klubbens tredje runde i League Cuppen hjemme mod Middlesbrough. United vandt kampen 3-1, men Welbeck formåede ikke at komme på scoringslisten på trods af at være tæt på i det tredje minut. Han spillede igen i fjerde runde mod Queens Park Rangers den 11. november 2008, hvor han blev skiftet ind i det 72. minut i stedet for Rodrigo Possebon. Få minutter senere blev han nedlagt i straffesparkfeltet af Peter Ramage, og Carlos Tévez scorede på straffesparket, og United vandt kampen 1-0. Welbeck fik sin Premier League-debut den 15. november 2008, da han kom ind i det 63. minut i stedet for Park Ji-Sung mod Stoke City. Han fejrede sin debut med et 27 meters-skud i øverste højre hjørne af målet, som var det fjerde mål i Uniteds 5-0-sejr. Welbecks næste seniorkamp for Manchester United kom i den tredje runde i FA Cup mod Southampton den 4. januar 2009, hvor han åbnede med en scoring i en 3–0-sejr. Han efterfulgte denne indsats med et mål i en sejr i femte runde over Derby County.
Den 25. januar blev Welbeck lejet ud til Preston i The Championship for resten af 2009/10 sæsonen.
I august 2010 blev Welbeck skibbet ud på lån til Sunderland for resten af sæsonen.

## Landsholdskarriere
Welbeck fik sin U-16-debut for England som 14-årig i oktober 2005 mod Wales i Victory Shield, som England vandt det år. Han kom derefter på Englands U-17-hold, og scorede det afgørende mål i en kvalifikationskamp mod Serbien, og han hjalp dermed sit hold med kvalifikationen til EM i U-17-fodbold 2007. I turneringen sluttede England på en andenplads, da de blev slået af Spanien, en plads som sikrede holdet en plads i VM i U-17-fodbold 2007 i Korea. Der scorede Welbeck to mål mod New Zealand og hjalp på den måde England til at nå til kvartfinalen i deres første deltagelse i turneringen.
Welbeck blev oprindeligt udtaget til truppen til Englands U-19-EM i juli 2008, men blev nødt til at melde fra. Han fik senere sin debut for U-19-holdet den 9. september 2008, hvor han spillede alle 90 minutter i en 2-1-sejr over Holland.
Welbeck fik sin debut for Englands U-21-hold den 10. februar 2009 i 3-2-nederlaget til Ecuador, hvor han blev skiftet ind i stedet for Adam Johnson.
Den 18. november 2008 blev det meddelt, at Ghana Football Association var i kontakt med Welbeck med henblik på at få ham til at repræsentere Ghana i fremtiden.

## Karrierestatistikker
| Klub              | Sæson          | Liga | Liga | Cup | Cup | Liga Cup | Liga Cup | Europa | Europa | Andre | Andre | I alt | I alt |
| Klub              | Sæson          | Kmp  | Mål  | Kmp | Mål | Kmp      | Mål      | Kmp    | Mål    | Kmp   | Mål   | Kmp   | Mål   |
| ----------------- | -------------- | ---- | ---- | --- | --- | -------- | -------- | ------ | ------ | ----- | ----- | ----- | ----- |
| Manchester United |                |      |      |     |     |          |          |        |        |       |       |       |       |
| 2008–09           | 1              | 1    | 4    | 2   | 4   | 0        | 0        | 0      | 0      | 0     | 9     | 3     |       |
| I alt             | 1              | 1    | 4    | 2   | 4   | 0        | 0        | 0      | 0      | 0     | 9     | 3     |       |
| Karriere i alt    | Karriere i alt | 1    | 1    | 4   | 2   | 4        | 0        | 0      | 0      | 0     | 0     | 9     | 3     |

## Hæder
- FIFA Club World Cup (1): 2008
- Football League Cup (1): 2009